# Hieracium belonodontum
Hieracium belonodontum es una especie de planta con flor del género Hieracium, de la familia Asteraceae, orden Asterales.

## Distribución
Hieracium belonodontum se distribuye por Islandia.

## Taxonomía
Fue descrita científicamente por (Dahlst.) Omang. Fue publicada en Fl. Iceland: 157 (1934).